# Kreuzerhöhungskirche (Primstal)

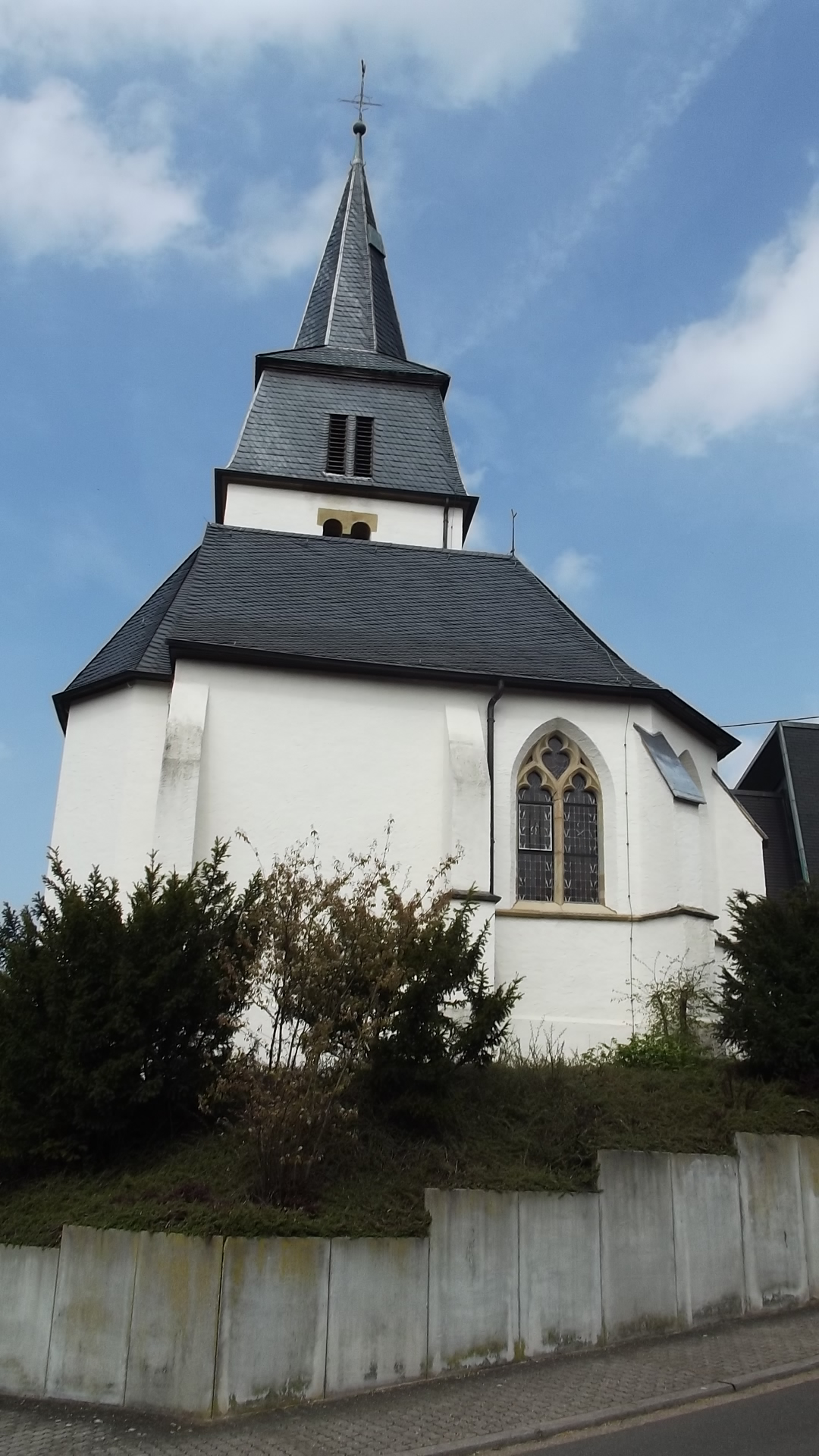
Alte Kreuzerhöhungskirche aus dem 15. Jahrhundert (bis auf Chor und Turm abgerissen und zur Kapelle verkleinert)

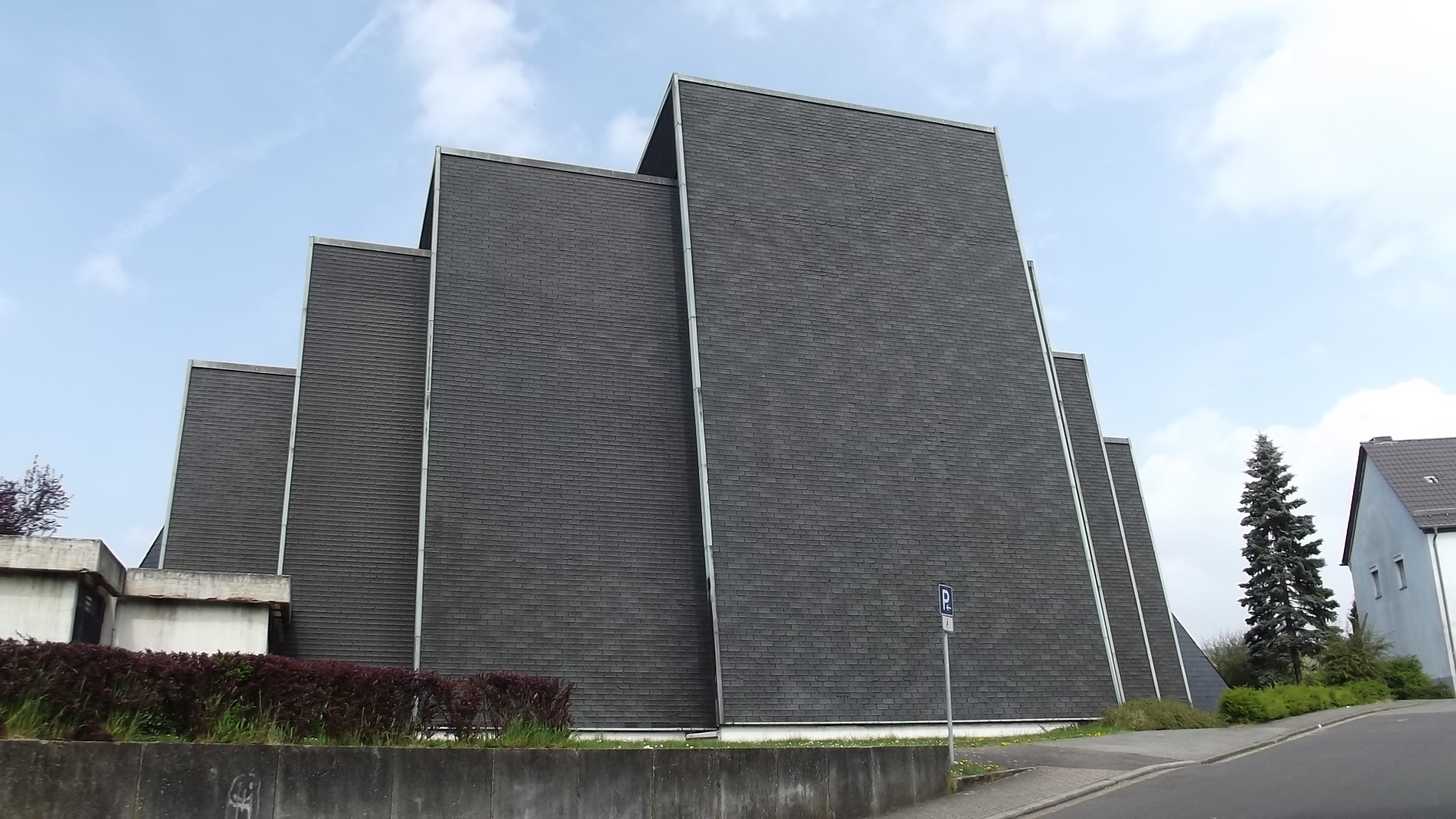
Südseite des Neubaus

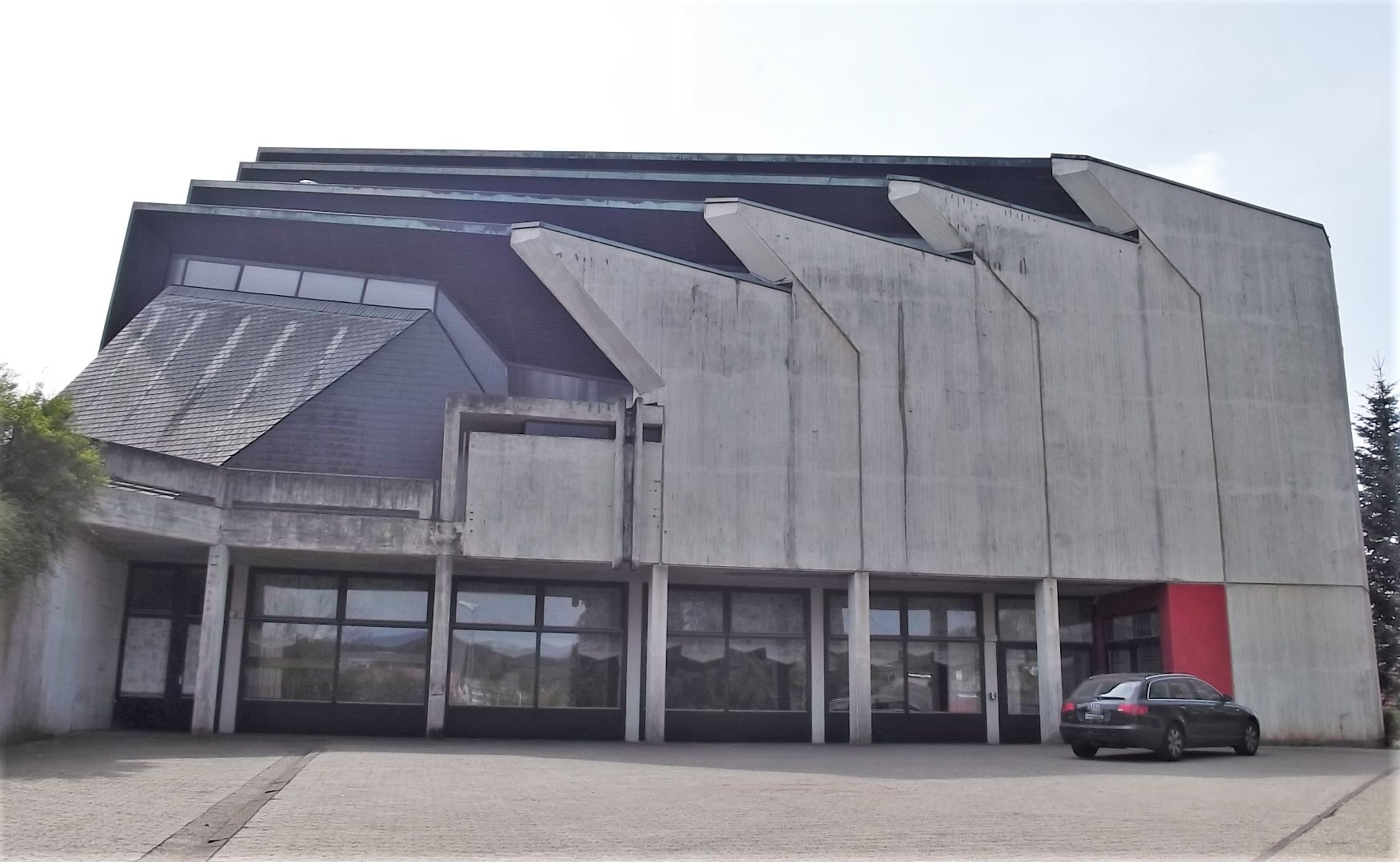
Eingangsbereich der neuen Kirche

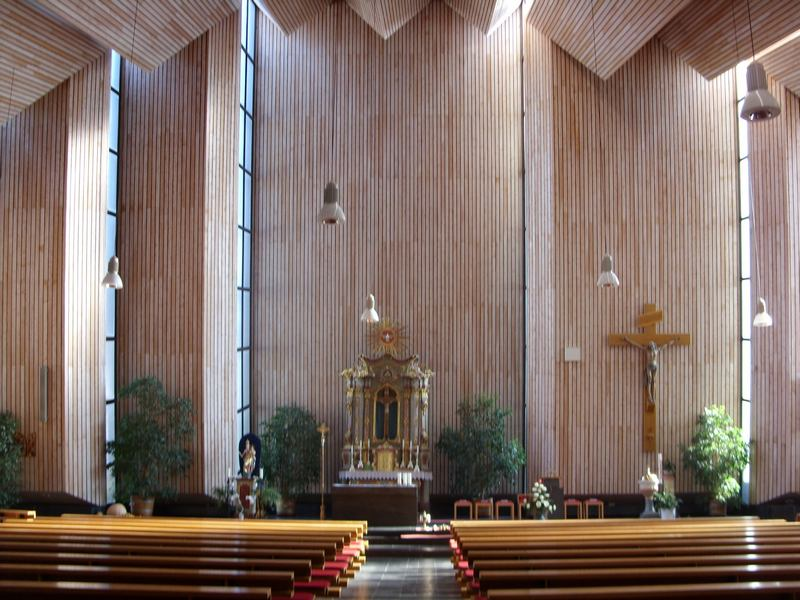
Innenansicht der neuen Kirche

Die Kreuzerhöhungskirche ist ein Kirchengebäude im Ortsteil Primstal der saarländischen Gemeinde Nonnweiler. Sie steht als Einzeldenkmal unter Denkmalschutz.

## Geschichte
Vor 1240 wurden die Dörfer von Primstal seelsorgerisch von der Abtei Tholey betreut. Nach mündlicher Überlieferung soll in dieser Zeit eine kleine Kapelle auf dem „Kapellenhügel“ zwischen Mettnich und Eiweiler gestanden haben, die dem Heiligen Kreuz geweiht war von 1150 bis 1450 genutzt wurde. Um 1450 entstand eine neue Kirche im Ort Mettnich. Mit dem Aufschwung der Region durch Kohle- und Montanindustrie wuchsen die Dörfer und Gemeinden Ende des 19. Jahrhunderts stark. 1806 erhielt die Kirche ein dreischiffiges Langhaus, 1844 wurde das Kirchenschiff verlängert. Nach dem Ende des Zweiten Weltkriegs wurde die Dorfkirche zu klein und 1951 durch den Trierer Architekten F. Kleis verbreitert. Doch Ende der 1960er Jahre war auch diese Kirche zu klein geworden und die Bausubstanz als mangelhaft eingestuft worden. Zwischen 1967 und 1970 ließ die Pfarrei daher nach Plänen des Saarbrücker Architekten Architekt Albert Dietz einen Neubau errichten. Das alte Kirchenschiff wurde 1981 abgerissen. Der spätgotische Chor und der Glockenturm blieben erhalten und wurden 1980/81 außen restauriert und in den 2000er Jahren innen.
Heute wird die Kirche als Kapelle genutzt.

## Architektur
Von der mittelalterlichen Kirche des 15. Jahrhunderts sind nur der Glockenturm und Chor im Stil der Spätgotik erhalten. Im Kreuzrippengewölbe der Turmhalle sind Name und Steinmetzzeichen von Hans Nentlen zu finden. Der Chor besitzt einen ⅝-Schluss. In der Nordwand sitzt eine Sakramentsnische. Die Öffnung zum Kirchenschiff hat man mit einer Wand mit Okulus geschlossen. 
Die neue Kirche ist mit einem direkten Durchgang über die Sakristei an die alte Kirche angebaut. Die Stahlbeton-Konstruktion mit Fensterbändern scheint von außen wie geschichtet und von innen gefaltet. Die Südwände hinter dem Altar sind ca. 9 Grad in den Raum geneigt. Sichtbetonwände mit einer gläsernen Eingangsfront bestimmen das Bild außen. Das Dach steigt hier stufenförmig an und lässt Licht in das Innere. Auf der Südseite reicht das Dach zeltartig bis zum Boden. Innen steigen die Decken zum Altarraum hin an. Der Fußboden ist mit Naturschieferplatten belegt. Schmale Fichtenholzpaneele verkleiden die Wände.
Aus der alten Kirche wurden der barocke Seitenaltar des heiligen Aloisius, das Taufbecken und ein großes Missionskreuz in die neue Kirche übernommen. Der Hauptaltar blieb in der alten Kirche. Die Kanzel stammt ursprünglich aus einer Trierer Kirche, kam dann nach Primstal und wurde nach dem Abriss der Primstaler Kirche nach St. Hubertus in Ihn gebracht. Auch der Beichtstuhl aus der Kreuzerhöhungskirche steht heute in Ihn.